# Lista de cidades da Rússia por população
Esta é uma lista das cidades da Federação da Rússia com mais de 500 mil habitantes, de acordo com o censo geral de 2010. Pelo mesmo censo, a população total da Rússia em 2010 era de 142 905 200 habitantes.

## Tabela
| Nº | Cidade          | Distrito                     | População (2010) |
| -- | --------------- | ---------------------------- | ---------------- |
| 01 | Moscou/Moscovo  | Distrito Federal Central     | 11 514 330       |
| 02 | São Petersburgo | Distrito Federal do Noroeste | 4 448 742        |
| 03 | Novosibirsk     | Novosibirsk                  | 1 473 737        |
| 04 | Ecaterimburgo   | Distrito Federal dos Urais   | 1 350 136        |
| 05 | Nijni Novgorod  | Nijni Novgorod               | 1 250 615        |
| 06 | Samara          | Samara                       | 1 164 896        |
| 07 | Omsk            | Omsk                         | 1 153 971        |
| 08 | Cazã            | Distrito Federal do Volga    | 1 143 546        |
| 09 | Tcheliabinsk    | Tcheliabinsk                 | 1 130 273        |
| 10 | Rostov do Don   | Rostov                       | 1 089 851        |
| 11 | Ufa             | Bascortostão                 | 1 062 300        |
| 12 | Volgogrado      | Volgogrado                   | 1 021 244        |
| 13 | Perm            | Perm                         | 991 530          |
| 14 | Krasnoiarsk     | Kranoiarsk                   | 973 891          |
| 15 | Voronej         | Voronej                      | 889 989          |
| 16 | Saratov         | Saratov                      | 837 831          |
| 17 | Krasnodar       | Krasnodar                    | 744 933          |
| 18 | Togliatti       | Samara                       | 719 514          |
| 19 | Ijevsk          | Udmúrtia                     | 628 116          |
| 20 | Ulianovsk       | Ulianovsk                    | 613 793          |
| 21 | Barnaul         | Altai                        | 612 091          |
| 22 | Vladivostok     | Litoral                      | 592 069          |
| 23 | Iaroslavl       | Iaroslav                     | 591 486          |
| 24 | Irkutsk         | Irkutsk                      | 587 225          |
| 25 | Tiumen          | Tiumen                       | 581 758          |